# Ranheim Fotball
Ranheim Fotball is een Noorse voetbalclub uit de wijk Ranheim uit Trondheim in de provincie Trøndelag. De club - waarvan de kleuren blauw-wit zijn - is opgericht op 17 februari 1901. Ranheim Fotball is de voetbalafdeling van Ranheim IL. 

## Geschiedenis
In 2009 werd Ranheim Fotball kampioen in de 2. divisjon onder leiding van trainer-coach Per Joar Hansen. In het eerste seizoen in de 1. divisjon eindigde Ranheim op de vijfde plek en mocht het meedoen aan de play-offs voor promotie naar de Eliteserien. Het werd echter in de eerste ronde uitgeschakeld door Hønefoss BK.
De tweede club van Trondheim bleef het goed doen en het jaar erna werd een vierde plek behaald. In 2013 werden voor het eerst sinds 2010 de play-offs weer gehaald. In de eerste ronde moest HamKam eraan geloven. Uiteindelijk haalde men de Eliteserien niet. Vanwege de successen van RIL werd een compleet nieuwe hoofdtribune met 1.500 zitplaatsen gebouwd, deze kwam in 2016 gereed.
Een jaar later werd promotie bewerkstelligd naar de Eliteserien. In de eindronde versloeg men achtereenvolgens Sandnes Ulf, Mjøndalen IF en in de finale Sogndal IL na strafschoppen. Met een budget van 10,3 miljoen NOK waren de blauw-witten toenmaals de ploeg met het laagste budget van de Eliteserien in de geschiedenis.
Na een verrassende zevende plaats in het debuutseizoen volgde degradatie in 2019.

## Overzichtslijsten

### Eindklasseringen vanaf 1948
| 2 |

| 1 |

| 7 |

| 2 |

| 1 |

| 8 |

| 1 |

| 6 |

| 8 |

| 7 |

| 1 |

| 1 |

| 7 |

| 1 |

| 7 |

| 7 |

| 8 |

| 2 |

| 2 |

| 5 |

| 1 |

| 6 |

| 8 |

| 5 |

| 6 |

| 1 |

| 4 |

| 3 |

| 1 |

| 3 |

| 8 |

| 4 |

| 11 |

| 3 |

| 7 |

| 8 |

| 3 |

| 2 |

| 2 |

| 2 |

| 2 |

| 7 |

| 7 |

| 5 |

| 6 |

| 2 |

| 3 |

| 2 |

| 1 |

| 3 |

| 6 |

| 8 |

| 3 |

| 12 |

| 3 |

| 2 |

| 1 |

| 8 |

| 3 |

| 3 |

| 2 |

| 1 |

| 5 |

| 4 |

| 7 |

| 4 |

| 7 |

| 6 |

| 9 |

| 4 |

| 7 |

| 16 |

| 4 |

| 12 |

| 8 |

| 8 |

| Niveau 1 | Niveau 2 | Niveau 3 | Niveau 4 |

De Noorse divisjons hebben in de loop der jaren diverse namen gekend, zie:  Eliteserien#Geschiedenis, 1. divisjon#Naamsveranderingen, 2. Divisjon.

### Seizoensresultaten vanaf 2009
| Seizoen | №  | Clubs | Divisie     | Duels | Winst | Gelijk | Verlies | Doelsaldo | Punten | Tsch  |
| ------- | -- | ----- | ----------- | ----- | ----- | ------ | ------- | --------- | ------ | ----- |
| 2009    | 1  | 14    | 2. divisjon | 26    | 17    | 4      | 5       | 64–21     | 55     | ??    |
| 2010    | 5  | 16    | 1. divisjon | 28    | 12    | 7      | 9       | 37–38     | 43     | 536   |
| 2011    | 4  | 16    | 1. divisjon | 30    | 15    | 7      | 8       | 61–39     | 52     | 499   |
| 2012    | 7  | 16    | 1. divisjon | 30    | 11    | 10     | 9       | 55–40     | 43     | 491   |
| 2013    | 4  | 16    | 1. divisjon | 30    | 14    | 7      | 9       | 49–38     | 49     | 588   |
| 2014    | 7  | 16    | 1. divisjon | 30    | 13    | 7      | 10      | 45–34     | 46     | 613   |
| 2015    | 6  | 16    | 1. divisjon | 30    | 13    | 8      | 9       | 48–36     | 47     | 559   |
| 2016    | 9  | 16    | 1. divisjon | 30    | 11    | 6      | 13      | 45–48     | 39     | 769   |
| 2017    | 4  | 16    | 1. divisjon | 30    | 15    | 7      | 8       | 48–39     | 52     | 692   |
| 2018    | 7  | 16    | Eliteserien | 30    | 12    | 6      | 12      | 43–50     | 42     | 2.018 |
| 2019    | 16 | 16    | Eliteserien | 30    | 7     | 6      | 17      | 36–55     | 27     | 1.883 |
| 2020    | 4  | 16    | 1. divisjon | 30    | 13    | 8      | 9       | 61–41     | 47     | 200   |
| 2021    | 12 | 16    | 1. divisjon | 30    | 9     | 7      | 14      | 56–62     | 34     | 601   |
| 2022    | 8  | 16    | 1. divisjon | 30    | 12    | 7      | 11      | 49-52     | 43     | 1.127 |
| 2023    | 8  | 16    | 1. divisjon | 30    | 12    | 4      | 14      | 36-53     | 40     | 1.200 |

## Trainer-coaches
| Trainer-coaches van Ranheim Fotball sinds 2009 | Trainer-coaches van Ranheim Fotball sinds 2009 | Trainer-coaches van Ranheim Fotball sinds 2009 | Trainer-coaches van Ranheim Fotball sinds 2009 | Trainer-coaches van Ranheim Fotball sinds 2009 | Trainer-coaches van Ranheim Fotball sinds 2009 | Trainer-coaches van Ranheim Fotball sinds 2009 |
| Naam                                           | Geboren                                        | Aangesteld                                     | Opgestapt                                      | Dagen                                          | Wed.                                           | Gem.                                           |
| ---------------------------------------------- | ---------------------------------------------- | ---------------------------------------------- | ---------------------------------------------- | ---------------------------------------------- | ---------------------------------------------- | ---------------------------------------------- |
| Svein Maalen                                   | —                                              | 01.01.2016                                     | heden                                          | 326                                            | 32                                             | 1,31                                           |
| Ola By Rise                                    | 14.11.1960                                     | 08.06.2015                                     | 31.12.2015                                     | 206                                            | 19                                             | 1,89                                           |
| Svein Maalen                                   | —                                              | 27.05.2015                                     | 07.06.2015                                     | 11                                             | 3                                              | 1,33                                           |
| Trond Nordsteien                               | 24.11.1963                                     | 01.01.2013                                     | 27.05.2015                                     | 876                                            | 83                                             | 1,55                                           |
| Aasmund Bjørkan                                | 03.07.1973                                     | 01.01.2011                                     | 31.12.2012                                     | 730                                            | 61                                             | 1,56                                           |
| Per Joar Hansen                                | 17.08.1965                                     | 01.01.2009                                     | 30.12.2010                                     | 728                                            | 29                                             | 1,48                                           |